# Shō Ei
Shō Ei (尚 永, 1559–1588) est souverain du royaume de Ryūkyū de 1573 à 1588. Shō Ei est le second fils du roi Shō Gen et de son épouse (seishitsu).
Il meurt en 1588 sans héritier. Son beau-frère Shō Nei lui succède sur le trône. Il est enterré au tamaudun de Shuri.

## Source de la traduction
- (en) Cet article est partiellement ou en totalité issu de l’article de Wikipédia en anglais intitulé « Shō Ei » (voir la liste des auteurs).